# Hermann Kesten
Hermann Kesten (Núremberg,Alemania, 28 de enero de 1900-Basilea, Suiza, 3 de mayo de 1996), fue un novelista y dramaturgo alemán.

### Novelas
- Josef sucht die Freiheit (1927)
- Ein ausschweifender Mensch (Das Leben eines Tölpels) (1929)
- Glückliche Menschen (1931)
- Der Scharlatan (1932)
- Der Gerechte (1934)
- Ferdinand und Isabella (1936)
- König Philipp II. (1938)
- Die Kinder von Gernika (1939)
- Die Zwillinge von Nürnberg (1947)
- Die fremden Götter (1949)
- Ein Sohn des Glücks (1955)
- Die Abenteuer eines Moralisten (1961)
- Die Zeit der Narren (1966)
- Ein Mann von sechzig Jahren (1972)

### Colección de Novelas
- Vergebliche Flucht und andere Novellen (1949)
- Die 30 Erzählungen von Hermann Kesten (1962)
- Dialog der Liebe (1981)
- Der Freund im Schrank (1983)

### Biografías, Ensayos
- Copernicus und seine Welt (1948)
- Casanova (1952)
- Meine Freunde die Poeten (1953)
- Der Geist der Unruhe (1959)
- Dichter im Café (1959)
- Filialen des Parnaß (1961)
- Lauter Literaten (1963)
- Die Lust am Leben. Boccaccio, Aretino, Casanova (1968)
- Ein Optimist (1970)
- Hymne für Holland (1970)
- Revolutionäre mit Geduld (1973)

### Historias
- Ich bin, der ich bin. Verse eines Zeitgenossen (1974).
- Ein Jahr in New York